# Frédérick Baron

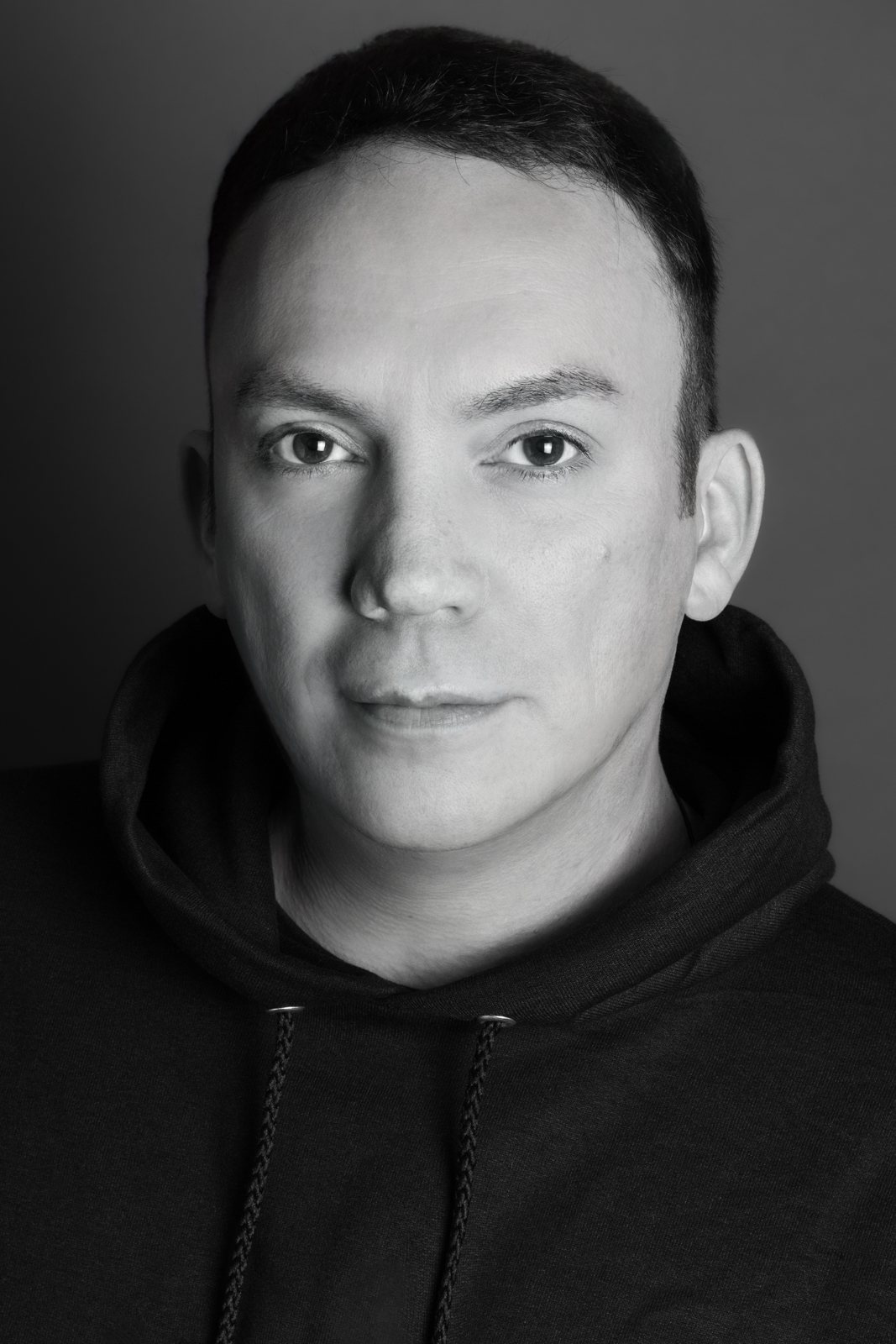
Frédérick Baron

 (août 2025).
La mise en forme du texte ne suit pas les recommandations de Wikipédia : il faut le « wikifier ».
Les points d'amélioration suivants sont les cas les plus fréquents. Le détail des points à revoir est peut-être précisé sur la page de discussion.
- Les titres sont pré-formatés par le logiciel. Ils ne sont ni en capitales, ni en gras.
- Le texte ne doit pas être écrit en capitales (les noms de famille non plus), ni en gras, ni en italique, ni en « petit »…
- Le gras n'est utilisé que pour surligner le titre de l'article dans l'introduction, une seule fois.
- L'italique est rarement utilisé : mots en langue étrangère, titres d'œuvres, noms de bateaux, etc.
- Les citations ne sont pas en italique mais en corps de texte normal. Elles sont entourées par des guillemets français : « et ».
- Les listes à puces sont à éviter, des paragraphes rédigés étant largement préférés. Les tableaux sont à réserver à la présentation de données structurées (résultats, etc.).
- Les appels de note de bas de page (petits chiffres en exposant, introduits par l'outil «  Source ») sont à placer entre la fin de phrase et le point final[comme ça].
- Les liens internes (vers d'autres articles de Wikipédia) sont à choisir avec parcimonie. Créez des liens vers des articles approfondissant le sujet. Les termes génériques sans rapport avec le sujet sont à éviter, ainsi que les répétitions de liens vers un même terme.
- Les liens externes sont à placer uniquement dans une section « Liens externes », à la fin de l'article. Ces liens sont à choisir avec parcimonie suivant les règles définies. Si un lien sert de source à l'article, son insertion dans le texte est à faire par les notes de bas de page.
- La présentation des références doit suivre les conventions bibliographiques. Il est recommandé d'utiliser les modèles {{Ouvrage}}, {{Chapitre}}, {{Article}}, {{Lien web}} et/ou {{Bibliographie}}. Le mode d'édition visuel peut mettre en forme automatiquement les références.
- Insérer une infobox (cadre d'informations à droite) n'est pas obligatoire pour parachever la mise en page.

Pour une aide détaillée, merci de consulter Aide:Wikification.
Si vous pensez que ces points ont été résolus, vous pouvez retirer ce bandeau et améliorer la mise en forme d'un autre article.
Pour les articles homonymes, voir Baron.
 (mai 2009).
Si vous disposez d'ouvrages ou d'articles de référence ou si vous connaissez des sites web de qualité traitant du thème abordé ici, merci de compléter l'article en donnant les références utiles à sa vérifiabilité et en les liant à la section « Notes et références ».
Frédérick Baron est un auteur-interprète, parolier et éditeur québécois d'origine franco-espagnole installé au Québec depuis 1997.

## Frédérick Baron
Frédérick Baron, né à Carcassonne (Occitanie, France), est un parolier, auteur-compositeur-interprète et éditeur d'origine franco-espagnole, établi au Québec depuis 1997. Actif depuis 2001, il a signé des textes sur plus de quatre-vingt-dix albums, totalisant 3,5 millions de copies vendues à travers la francophonie.

## Biographie

### Jeunesse et débuts
Franco-espagnol d’origine, Frédérick Baron remporte à 16 ans un prix national d’écriture en France pour une nouvelle, confirmant précocement son talent littéraire. En 1997, il immigre au Québec, souhaitant s’investir professionnellement dans la chanson.
En 1999, il collabore avec Élian Mata pour un spectacle intitulé Voyage francophone, incluant des reprises d'artistes tels que Jacques Brel, Charles Aznavour et Daniel Bélanger. Repéré par Monique Giroux, il participe au Cabaret des refrains, où il chante notamment « Paris Canaille » et « Mon fils » de Juliette Gréco.

### Carrière de parolier
Frédérick Baron commence sa carrière professionnelle en 2001 grâce au compositeur Vincenzo Thoma, qui l'invite à écrire six chansons pour le premier album de la chanteuse IMA, marquant son entrée dans le milieu de l'édition musicale. La même année, il est recruté comme assistant éditorial aux Éditions Bloc‑Notes, ce qui lui permet d’acquérir une connaissance approfondie du fonctionnement de l’industrie.
En 2003, il coécrit avec Mario Pelchat « Une force en toi » pour Marie-Élaine Thibert (Star Académie), chanson figurant sur un album certifié triple platine (300 000 exemplaires vendus). Ce succès le propulse dans le milieu de la chanson francophone. Il enchaîne ensuite les collaborations avec de nombreux artistes populaires au Québec et en France : il écrit notamment « Chaque année » pour Mario Pelchat, « En attendant » et « Comme un appel » pour Chimène Badi (double disque de platine en France), ainsi que la chanson titre du film animé pour enfants *Vive les fêtes avec Caillou*, interprétée par Marilou et dont le DVD est certifié platine.
En parallèle, il poursuit ses collaborations avec d’autres artistes francophones, dont Luce Dufault, Catherine Major, Garou, Bruno Pelletier, Véronic DiCaire, Renée Martel, Corey Hart, Catherine Durand, Alexandre Désilets, Sylvie Paquette, ainsi que les compositeurs Michel Cusson, Rick Allison et Stephan Moccio.
En 2007, il commence à travailler régulièrement avec Marc Dupré, avec qui il développe une forte complicité artistique. En 2010, il coécrit avec Céline Dion la chanson « Entre deux mondes », interprétée par Dupré. Ce titre devient un succès radiophonique et reçoit en 2011 le Prix SOCAN de la chanson populaire de l’année.
Ses textes ont par la suite été interprétés par plusieurs grandes figures de la chanson francophone : Ginette Reno, Roch Voisine, Lara Fabian, Petula Clark, Isabelle Boulay, ainsi que par de jeunes talents issus des scènes québécoises, françaises et acadiennes. Il collabore également à des albums thématiques, des projets collectifs, et prête sa plume à des chansons engagées, des ballades romantiques ou des titres pop destinés au grand public.
Avec plus de 90 albums à son actif et un catalogue cumulant 3,5 millions d’exemplaires vendus, Frédérick Baron s’impose comme l’un des paroliers les plus prolifiques et respectés de sa génération dans la francophonie.

#### Collaborations internationales
En plus de sa carrière au Québec, Frédérick Baron est sollicité pour des collaborations en France, en Suisse, en Belgique et dans les pays francophones d’Afrique. Il a notamment écrit pour la chanteuse britannique Petula Clark, pour la Française Chimène Badi, pour l'Ivoirienne Kelly Bado, ou encore avec l'Italien Davide Esposito. Il entretient également des liens artistiques avec le maestro Yvan Cassar, figure centrale de la direction musicale en France, connu pour ses collaborations avec Mylène Farmer, Johnny Hallyday, Charles Aznavour et Vangelis.

### Prix et distinctions
En 2011, il reçoit le Prix SOCAN de la Chanson populaire de l'année pour la chanson « Entre deux mondes », co-écrite avec Céline Dion et interprétée par Marc Dupré.
Le 16 septembre 2019, la Fondation SPACQ et la SOCAN lui décernent le Prix Stéphane Venne pour l’ensemble de sa carrière.

### Discographie personnelle
- 2008 : Territoires Nord, album-concept co-réalisé par Marc Ouellette et François Lalonde.
- 2012 : Humeurs variables, album électro-pop co-réalisé par Jérôme Minière et Lucie Cauchon.
- 2016 : La moitié de l’autre, EP recentré sur l’écriture, l’enseignement et l’édition.

### Formation et enseignement
De 2016 à 2020, il enseigne l’écriture de chansons à l’École nationale de la chanson de Granby, succédant à Robert Léger, (Beau Dommage), et participe régulièrement en tant que juré et formateur au Festival international de la chanson de Granby, en plus de parcourir le Canada pour y donner des ateliers d'écriture aux communautés francophones.

### Éditions et management
En 2020, il prend la direction des Éditions Dakini, qu’il a cofondées avec Élian Mata. Il signe notamment des auteurs émergents tels que Bermuda, Maxime Lapointe, Jean-François Janvier et manage la chanteuse Samantha Neves, connue pour sa chanson « Failles ».

### Évangéline, le spectacle musical (2026)
En 2026, Frédérick Baron signe la co-écriture du livret (avec Caroline Cloutier) et l’ensemble des paroles du spectacle musical Évangéline, une grande fresque lyrique inspirée du poème éponyme d’Henry Wadsworth Longfellow. Le projet, produit par la société québécoise Gestev, raconte l’histoire bouleversante d’Évangéline et Gabriel, deux jeunes Acadiens séparés lors de la Déportation de 1755.
Le spectacle met en lumière les thèmes de l’amour, de l’exil, de la mémoire et de la résilience d’un peuple. Il inclut 22 chansons originales, écrites par Frédérick Baron et mises en musique par le compositeur québécois Steve Marin. La direction musicale et les arrangements sont assurés par le maestro français Yvan Cassar, reconnu pour ses collaborations prestigieuses avec Mylène Farmer, Johnny Hallyday, Charles Aznavour et Vangelis. La mise en scène est confiée à Jean-Jacques Pillet, qui a notamment travaillé avec le Cirque du Soleil.
La distribution regroupe plusieurs interprètes issus du Québec et des provinces atlantiques, dont Maude Cyr-Deschênes (Évangéline), Olivier Dion (Gabriel), Raphaël Butler, Nathalie Simard, Matthieu Lévesque, Océane Kitura Bohémier-Tootoo et Laurent Lucas.
La première médiatique aura lieu le 6 février 2026 à la salle Wilfrid-Pelletier de la Place des Arts de Montréal, avant une tournée dans plusieurs villes du Québec et du Nouveau-Brunswick, notamment Québec, Trois-Rivières et Moncton.
La presse québécoise et acadienne souligne déjà l’importance artistique du projet, évoquant une fresque musicale puissante et immersive,. Des médias comme La Presse et le Journal de Montréal y voient déjà l’un des événements culturels majeurs de 2026.
Un site officiel dédié (evangelinemusical.ca) présente les détails du projet, la distribution, le calendrier des représentations et des contenus multimédia exclusifs.

## Discographie

### Albums studio
- 2008 : Territoires Nord
- 2012 : Humeurs variables

### EP
- 2016 : La moitié de l’autre